# Soul Deep
"Soul Deep," var den tredje singeln från den svenska popduon Roxettes debutalbum Pearls of Passion från 1986. Den släpptes även i Tyskland och i Kanada. 
Sången skrevs ursprungligen på svenska och hette då "Dansar ner för ditt stup i rekordfart" men titeln ansågs för "tokig". Per Gessle skrev ny text på engelska och Roxette spelade in den till sitt debutalbum och släpptes som singel 1987.

### B-sidan
Sången "Pearls of Passion" som var B-sida, kom inte med på debutalbumet med samma namn. Originaltiteln var egentligen Pearls and Passion, och fanns sedan med på återutgivningar av albumet på CD.

## Joyride-versionen 1991
"Soul Deep" mixades om och släpptes även på CD-utgåvan av Joyride från 1991. Roxette återanvände låten av två skäl; dels för att den skulle få en viktig plats i låtlistan under kommande konserter på Join The Joyride World Tour, och dels för att den hade en R&B-aktig sida som andra Roxette-låtar saknade. Det utkom ytterligare en mix av Tom Lord-Alge.

## Listplaceringar
| Lista (1987) | Position |
| ------------ | -------- |
| Sverige      | 18       |